# Quercus pachucana
Quercus pachucana — вид рослин з родини букових (Fagaceae), зростає на півночі Мексики.

## Опис
Це дерево 4–6 метрів заввишки, іноді чагарникове (розгалужене від низу стовбура). Кора сіра, розщеплена на неправильні, дрібні, товсті, більш-менш увігнуті пластинки. Гілочки коричневі, волосаті; є трохи сочевиць. Листки шкірясті, еліптично-ланцетні або зворотно-ланцетні, 35–80 × 15–30 мм; основа вужча, округла або субсерцеподібна, часто асиметрична; верхівка тупа або гостра; край плоский або слабко хвилястий, загнутий, з 1–2 зубчиками з кожного боку в дистальній 1/3; верх голий, зелений, крім зірчастого запушення біля основи та вздовж середньої жилки; низ жовтувато волохатий, з трохи помітними жилками; ніжка червонувато-коричнева, зі стійким зірчастим запушенням, 25–80 мм. Період цвітіння: січень — березень. Жолуді поодинокі або парні, завдовжки 10–13 мм; дозрівають другого року у серпні — листопаді.

## Середовище проживання
Зростає на півночі Мексики (Ідальго, Сьєрра-де-Пачука), приблизно на висотах 2800 метрів.